# Shape of My Heart (singel Backstreet Boys)
Shape Of My Heart – singiel promujący czwarty studyjny album Black & Blue amerykańskiego zespołu Backstreet Boys. Twórcami utworu są Max Martin, Rami, Lisa Miskovsky. Piosenka miała swoją premierę 30 października 2000 roku.

## Teledysk
Reżyserem wideoklipu jest Mathew Rolston. Kilp trwa 3 minuty i 48 sekund, jest to film krótkometrażowy. Członkowie zespołu występują w sztuce teatralnej pod tytułem: "Shape Of My Heart" (tłum. Stan mojego serca).
Akcja klipu rozgrywa się w Orpheum Theatre w Los Angeles. Główne role w spektaklu gra para zakochanych : Sara Foster i Ryan McTavish.